# 자니 윤
자니 윤(Johnny Yune, 본명: 윤종승(尹宗承), 1936년 10월 22일 ~ 2020년 3월 8일)은 대한민국의 방송인이다. 동양인 최초로 미국의《투나잇 쇼》에 출연했고, NBC에서《자니 윤 스페셜 쇼》를 진행하였다. LA 한인타운에 있던 이브자리라는 이불가게 주인이었던 줄리아 리와 결혼후 Rowland Heights CA에 살다 이혼했다. 뇌출혈을 앓고 있다가 설상가상으로 치매까지 겹치는 바람에 재활 치료에 전념하여 회복했다. 그러던중 병세가 다시 악화되어 2020년 3월 8일 고인이 되었다.

## 학력
- 웨슬리언 대학교 성악 학사
- 성동고등학교
- 무극중학교
- 무극초등학교

## 데뷔 및 활동
1959년 대한민국에서 방송인으로 데뷔한 그는 1962년 해군 유학생으로 미국으로 건너가 파트 타임 가수로 출발했으며, 제대한 후 미국에 정착했다.
코미디 클럽 무명 생활 끝에, 조니 카슨 쇼에 조니 카슨의 제의로 동양인 최초로《투나잇 쇼》에 총 34회 출연하며 일약 스타덤에 올랐다. NBC 방송국에서 '자니 윤 스페셜 쇼'를 진행하는 등, 큰 인기를 끌었다. 1973년 뉴욕 최고 연예인상을 수상했고, 1982년에는 영화 《They Call Me Bruce》에 출연했다. 이후에는 뉴욕에서 라스베이거스로 활동지를 옮겨 활동했다.
명성을 쌓고 1989년에 귀국한 그는 KBS 2TV에서 대한민국 방송 사상 처음으로 자신의 이름을 내건 토크쇼인 《자니 윤 쇼》를 1990년까지 진행하였다. 이 때 본인이 메인 MC로 진행하며 조영남을 보조 MC로 두었다.
초대 손님을 한 명씩 모시고 약간 떨어져 앉은 조영남이 가끔 이야기를 거드는 가운데 초대 손님과 대화를 주고 받으며 초대 손님의 근황, 최근 사회 이슈 등을 잠자리에 시청자들을 대상으로 차분히 담론하는 방식이었으나, 방송 검열 때문에 국내에서는 제대로 된 방송을 하기가 힘들다며 갑자기 국내 활동을 접고 미국으로 들어가 버린다.
1991년 SBS가 TV 방송을 개국한 뒤 주말 밤에 《자니 윤 이야기쇼》를 편성하자 브라운관으로 돌아와 메인 MC로 활동했다. 다만 문화적인 차이 때문에, 대한민국에서 그의 토크쇼는 생각만큼 오래 가지 못했다. SBS에서 하차했을 당시 "다시는 토크쇼를 진행하지 않겠다"는 선언을 하고 브라운관에서 자취를 감추었지만, 그는 토크쇼라는 프로그램 포맷이 대한민국에 뿌리내리게 한 기반이 되었다.
2002년 7월 14일에 경인방송에서 첫 방송한(첫 회는 일요일 밤 11시에 방영했고 2회부터 일요일 밤 10시 30분에 방송) <What's up> (2002년 11월 10일부터 <자니 윤 나이트쇼>로 제목 변경했고 2003년 1월 26일까지 일요일 밤 10시 30분에 방영됐지만 그 해 2월 8일부터 4월 5일 마지막회까지 토요일 밤 11시 30분에 방송됨)의 진행을 맡았다.
1999년에 18세 연하의 재미교포 줄리아 리와 결혼하였고, 2009년에 이혼했다. 그럼에도 줄리아는 치매에 걸린 자니를 간호해 주었다.
2014년 8월에는 한국관광공사의 상임감사로 선임됐으나, 임기 만료를 앞두고 2016년 4월 13일 뇌출혈이 발병해 동년 6월에 물러났다.
한국관광공사에서 물러난 후 미국으로 돌아간 그는 치매를 앓게 되어 오랫동안 캘리포니아주 로스앤젤레스 근교 요양원에서 생활해 왔고, 2020년 3월 4일에 저혈압으로 입원했으나 끝내 3월 8일에 세상을 떠났다. 그의 유언에 따라 시신은 캘리포니아대학교 어바인 메디컬 센터에 기증하기로 했다.
그가 진행한 프로그램에서 보조 MC를 맡은 적이 있는 가수 조영남은 부고를 들은 후 "그의 풍자를 따를 사람이 없다"고 회고했다.

## 에피소드
대한민국 이름은 윤종승이고, 종승이 외국인에게 발음이 어려워 John으로 영어이름을 지었는데 John의 애칭이 Johnny라고 밝혔다. 또한 당시 1회 출연료가 2,800만 원 정도였고, 《조니 카슨쇼》는 30년 동안 방송돼 기네스북에 오른 장수 프로그램으로 충분한 가치가 있는 프로그램이라고 밝혔다.

## 사건ㆍ사고
1989년 경기도 성남시 소재 남서울 골프장에서 캐디를 골프클럽으로 폭행한 사실이 드러나 논란이 되었다.

## 방송 활동
- 《자니윤 웰컴쇼》 (KBS 1TV) (1988년)
- 《서울 프레올림픽쇼-우리 모두 여기에》 (KBS 1TV) (1988년)
- 《자니 윤 쇼》 (KBS 2TV) (1989년~1990년)
- 《반갑습니다 여러분》 (SBS) (1991년)
- 《자니 윤 이야기쇼》 (SBS) (1991년~1992년)
- 《초특급 꾸러기 대행진》 (SBS) (1992년)
- 《자니윤의 우정의 크리스마스》 (SBS) (1994년)
- 《한미 합동 갈라쇼》 (SBS) (1995년)
- 《정상의 하모니》 (KBS 1TV) (1998년)
- 《TV는 사랑을 싣고》 (KBS 2TV) (1999년)
- 《what`s up -> 자니 윤 나이트 쇼》 (경인방송)(2002년)
- 《폭소클럽》 (KBS 2TV) (2002년)
- 《강석,김혜영의 싱글벙글쇼》 (MBC 표준FM) (2005년)
- 《아침마당》 (KBS 1TV) (2009년)
- 《좋은 아침》 (SBS) (2010년)
- 《김승우의 승승장구》 (KBS 2TV) (2011년)
- 《세상을 바꾸는 퀴즈》 (MBC) (2011년)
- 《강심장》 (SBS) (2011년)
- 《기분 좋은 날》 (MBC) (2011년)
- 《이야기쇼 두드림》 (KBS 2TV) (2013년)
- 《여유만만》 (KBS 2TV) (2013년)
- 《도전 1000곡》 (SBS) (2014년)
- 《부부극장 콩깍지》 (채널A) (2014년)
- 《본격연예 한밤》 (SBS) (2017년)
- 《인생다큐 마이웨이》 (TV조선) (2017년)

## 연기 병행

### 드라마
- 1995년 SBS 아스팔트 사나이 - 프레지던트 역
- 1999년 SBS LA아리랑 - 자니윤을 이겨라!
- 2004년 SBS 러브스토리 인 하버드 - 제임스 유 역

### 영화
- 1972년 매쉬 -시리즈
- 1981년 캐논볼
- 1982년 내 이름은 브루스
- 1983년 아직도 내 이름은 브루스
- 1988년 햄버거 자니
- 1992년 웨스턴에비뉴
- 2014년 천년의 여정

## 기타 출연 활동

### CF
- LG생활건강 하모니(1989년) (with 최주봉)
- 우아미가구 프렉스라이나 (1990년)
- 동원F&B 동원참치(1990년) (with 원미경, 이상은)
- 동원F&B 참치파티(1991년) (with 원미경)
- 동원F&B 동원선물세트(1991년)
- 아시아나항공(1991년)
- SK매직 매직파워 세탁기(1992년)